# Пан (филм)
„Пан“ (на английски: Pan) е американско фентъзи от 2015 година на режисьора Джо Райт, по сценарий на Джейсън Фукс. Филмът служи като прелюдия на „Питър и Уенди“ от шотландския писател Джеймс Матю Бари. Във филма участват Хю Джакман, Гарет Хедлънд, Руни Мара, Леви Милър и Аманда Сайфред.
Световната премиера на филма се състои в Лондон на 20 септември 2015 г. и е тетрално пуснат в Съединените щати на 9 октомври 2015 г. от Уорнър Брос Пикчърс.

## Актьорски състав
| Актьор         | Роля                        |
| -------------- | --------------------------- |
| Леви Милър     | Питър Пан                   |
| Хю Джакман     | Черната брада               |
| Гарет Хедлънд  | Капитан Хук                 |
| Руни Мара      | Тигровата Лили              |
| Адил Актар     | Сам „Смий“ Смийгъл          |
| Кати Бърк      | Майката Барнабас            |
| Нонсо Анози    | Бишъп                       |
| Аманда Сайфред | Мери                        |
| Джак Чарлс     | Вожд Великата малка пантера |
| Люис Макдугал  | Нибс                        |
| Бронсън Уеб    | Степс                       |
| Кара Делевин   | Русалките                   |

## В България
В България филмът е пуснат по кината на 16 октомври 2015 г. от Александра Филмс.
На 26 декември 2016 г. е излъчен първоначално по HBO с първи български войсоувър дублаж, записан в Доли Медия Студио. Екипът се състои от:
| Преводач            | Тония Микова                                                         |
| Тонрежисьор         | Петър Пейков                                                         |
| Режисьор на дублажа | Йоанна Микова                                                        |
| Озвучаващи артисти  | Ася Рачева Елена Бойчева Христо Чешмеджиев Иван Велчев Стоян Цветков |

На 2 юни 2020 г. е излъчен и по bTV Cinema с втори войсоувър дублаж, записан в студио VMS. Екипът се състои от:
| Озвучаващи артисти  | Гергана Стоянова Симеон Владов Росен Русев Момчил Степанов Елена Русалиева |
| Преводач            | Силвия Вълкова                                                             |
| Тонрежисьор         | Георги Калудов                                                             |
| Режисьор на дублажа | Веселина Стоилова                                                          |